# Coilate-Leten
Coilate-Leten (Koilate Leten, Koliate Leten deutsch Ober-Coilate) ist ein osttimoresischer Suco im Verwaltungsamt Hatulia (Gemeinde Ermera). Der Suco wurde am 1. Oktober 2023 vom Suco Coilate-Letelo abgetrennt.

## Geographie
Coilate-Leten besteht aus zwei voneinander getrennten Territorien im Nordosten von Hatulia. Südlich liegt der Suco Coilate-Letelo und westlich die Sucos Hatolia Vila und Manusae, der sich auch zwischen die beiden Teile von Cilate-Leten drängt. Im Norden grenzt Coilate-Leten an das Verwaltungsamt Hatulia B und im Osten an das Verwaltungsamt Ermera.
Zu Coilate-Leten gehören die vier Aldeias Cletrema, Manulete, Raegoa (Regoa) und Teuro (Teuru). Im nördlichen Territorium liegt das Dorf Cletrema. An der Nordgrenze des Südterritoriums befindet sich Gotuhaci, dessen Norden zu Manusae gehört. Die Kapelle St. Terezinha do Menino de Jesus und die Grundschule befinden sich im Nachbar-Suco. Weiter südlich folgt an der Straße der Ort Gomhei und dann die Dörfer Urleru und Raegoa im Zentrum des Südterritoriums. Im Süden befinden sich Teuro und in der Aldeia Manulete das Dorf Ai Centro. Hier stehen ein Hospital und eine Grundschule.

## Einwohner
2015 lebten in den nun zu Coilate-Leten gehörenden Aldeias 1.780 Einwohner.

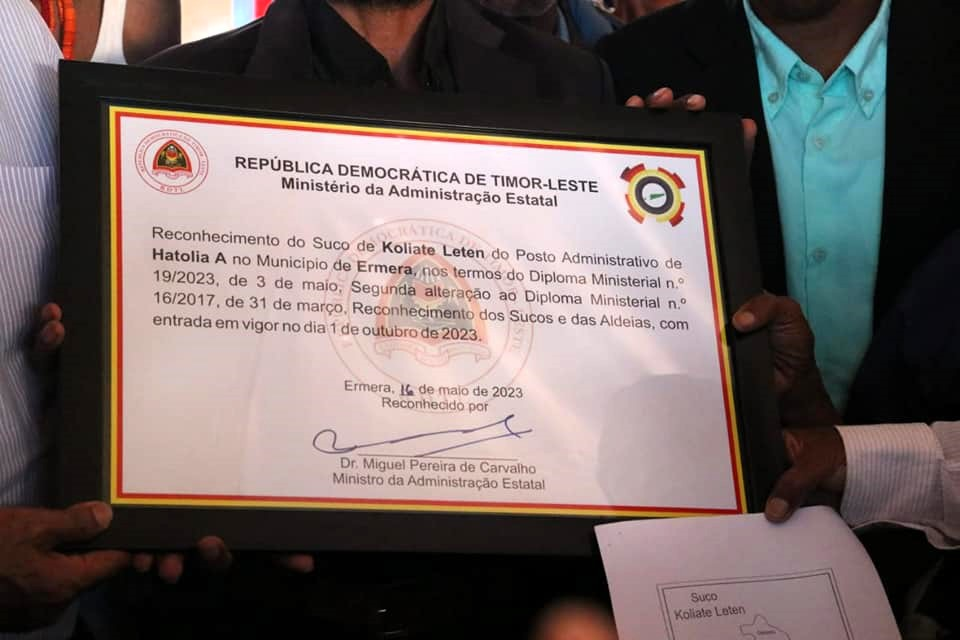
Gründungsurkunde des Sucos, der hier „Koliate Leten“ genannt wird
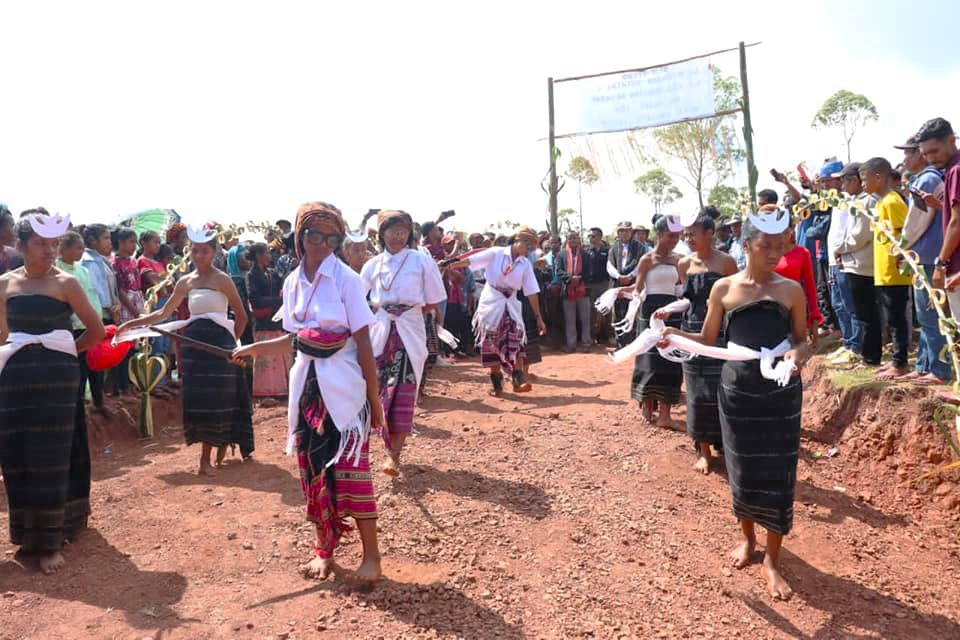
Feierlichkeiten zur Gründung des Sucos Coilate-Leten (2023)